# Riverwood (Kentucky)
Riverwood – miasto w Stanach Zjednoczonych, w stanie Kentucky, w hrabstwie Jefferson.